# Lambert I. von Nantes
Lambert I. von Nantes († zwischen dem 1. September und 10. November 836/837) war Graf von Nantes und Markgraf der Bretonischen Mark. Er trat beide Ämter vor 818 an (im Jahr 806 wird er als Graf (von Nantes) und im Jahr 818 als Markgraf (der Bretonischen Mark) bezeichnet) und verlor sie 834 wieder. Er ging ins Exil nach Italien und wurde im selben Jahr noch Herzog von Spoleto. Als Sohn und Nachfolger von Guido von Nantes war er ein Angehöriger der Familie der Widonen.

## Leben
In diesem Jahr 818 nahm Lambert an einem Feldzug teil, den Ludwig der Fromme gegen Morvan Lez-Breizh führte, der sich zum König der Bretonen ernannt hatte. Nach dem Aufstand des neuen Oberhaupts der Bretonen, Wiomarc'h (Wihomarcus), war er 825 der Anstifter zu dessen Ermordung, nachdem Wiomarc’h sich im Mai desselben Jahres in Aachen unterworfen hatte, aber nach seiner Rückkehr wieder damit begonnen hatte, „seine Nachbarn mit Rauben und Brennen, so viel er nur konnte, heimzusuchen, bis er von den Leuten des Grafen Lantbert in seinem eigenen Hause umzingelt und getötet wurde.“
Beim Aufstand Lothars I., des ältesten Sohnes des Kaisers Ludwig der Fromme stellte er sich auf die Seite des Rebellen. Ein von Graf Odo von Orléans im Juni 834 schlecht geführter Heereszug gegen Lambert und Matfried, Odos Vorgänger in Orléans und auch er ein Parteigänger des aufständischen Lothar, zu dem der Heerbann der Gebiete zwischen Seine und Loire bis in das obere Burgund aufgeboten worden war, endete mit einer vernichtenden Niederlage Odos: Sein Heer verwüstete das Land und zog siegesgewiss bis zur bretonischen Grenze. Dort wurde es nach einem überraschenden Angriff von Lambert und Matfried in blutigem Kampf geschlagen. Odo selbst fiel, wie auch sein Bruder, Graf Wilhelm von Blois, Graf Wido von Maine (vielleicht ein Bruder Lamberts), Graf Fulbert und der kaiserliche Kanzler, Abt Theudo (Theoto) von Tours. Lothars Unterwerfung im Juni 834 in Blois bedeutete in der Folge auch für Lambert das Ende seiner Laufbahn im westlichen Teil des Frankenreichs. Er folgte Lothar nach Italien, der ihn noch im selben Jahr zum Herzog von Spoleto ernannte.
Lambert von Nantes starb zwischen dem 1. September und 10. November des Jahres 836 oder 837 – wie viele andere fränkische Adlige auch – an einer Seuche.
Kinder von Lambert waren:
1. Wido (I.), Graf und Herzog von Spoleto; ⚭ Itana, Tochter von Sico, Herzog von Benevent oder Nachkomme der Familie der Welfen.
2. Doda, Äbtissin des Klosters Saint-Clément in Nantes, um 846 Äbtissin von Craon
3. Lambert, X 1. Mai 852, Graf „ex territorio Nannetense ortus“; ⚭ um 850/851 Rotrud, Tochter des Kaisers Lothar I. (Karolinger)
4. Warnarius, Graf in der Bretagne 841, † hingerichtet 853
5. ? Cunrad (Cohunradus, Cunerad), „patruus“ (d. h. im engeren Sinne Onkel väterlicherseits) von Kaiser Wido und „patruelis“ (d. h. Sohn vom Bruder des Vaters) des Kaisers Lambert, Markgraf, Graf von Lecco, 892 mit dem Königshof Almenno nordwestlich Bergamo belehnt[3]

## Weblink
- Materialsammlung

| Personendaten    | Personendaten                        |
| ---------------- | ------------------------------------ |
| NAME             | Lambert I. von Nantes                |
| ALTERNATIVNAMEN  | Lantbert                             |
| KURZBESCHREIBUNG | fränkischer Graf, Herzog von Spoleto |
| GEBURTSDATUM     | vor 806                              |
| STERBEDATUM      | 836 oder 837                         |